# Legado Del Fantasma
Legado Del Fantasma es un stable de lucha libre profesional de la WWE en la marca SmackDown, conformado por Santos Escobar, Angel Garza y Humberto Carrillo

## Historia

### WWE

#### NXT (2020-2022)
El 3 de junio de 2020 en el episodio de NXT, El Hijo del Fantasma derrotó a Drake Maverick en las finales de un torneo para convertirse en el Campeón Interino de Peso Crucero de NXT debido a la interferencia externa de los dos secuestradores enmascarados que habían atacado varios pesos crucero. La semana siguiente, en NXT, Maverick felicitó a Fantasma y exigió una oportunidad por el título, pero luego dos hombres enmascarados que habían estado atacando a los luchadores se enfrentaron aleatoriamente al dúo y luego Fantasma se volvió contra Maverick atacándolo y desenmascarado. Cambió su nombre a "Santos Escobar" mientras que los dos hombres enmascarados se revelaron como Joaquin Wilde y Raúl Mendoza. En la noche uno de The Great American Bash, el trío fue nombrado "Legado del Fantasma". En su primer combate como equipo, Legado del Fantasma derrotó a Maverick y Breezango en un combate por equipos de seis hombres en la segunda noche de The Great American Bash.
El grupo se centró en asegurar que Escobar retuviera el Campeonato de Peso Crucero, mientras que Wilde y Mendoza también comenzaron a competir en la división de parejas de NXT y 205 Live. En NXT TakeOver XXX, Wilde y Mendoza compitieron contra Breezango (Fandango y Tyler Breeze) y el equipo de Oney Lorcan y Danny Burch en una lucha de triple amenaza para determinar los contendientes #1 por el Campeonato en Parejas de NXT. El combate lo ganó Breezango. En la noche uno del Super Tuesday, Legado perdió ante Isaiah Scott y Breezango en una pelea callejera cuando Scott cubrió a Escobar, lo que condujo a una pelea entre Escobar y Scott por el Campeonato de Peso Crucero de Escobar en NXT TakeOver 31, donde Wilde y Mendoza ayudaron a Escobar a retener el título.
En 2021, Wilde y Mendoza ingresaron al Dusty Rhodes Tag Team Classic 2021 en el que perdieron ante los eventuales ganadores MSK (Nash Carter y Wes Lee) en la ronda semifinal. También se enfrentaron a MSK y Grizzled Young Veterans (James Drake y Zack Gibson) en la noche uno de NXT TakeOver: Stand & Deliver en un combate con los títulos en juego, que ganó MSK. En la noche dos de Stand & Deliver, Wilde y Mendoza ayudaron a Escobar a derrotar al actual Campeón Peso Crucero de NXT Jordan Devlin en un combate de escalera para convertirse en el Campeón Indiscutible de Peso Crucero de NXT. Sin embargo, Escobar perdió el título ante Kushida en el episodio del 13 de abril de NXT.
En el episodio del 24 de agosto de NXT, Elektra Lopez hizo su debut, después que B-Fab estrellara a Escobar contra el esquinero estando en ringside, llegó Lopez a atacar con una porra a B-Fab, distrayendo a Isaiah "Swerve" Scott, logrando que Escobar, Mendoza & Wilde derrote a Hit Row (Scott, Top Dolla & Ashante "Thee" Adonis). En el episodio del 28 de septiembre de NXT, López derrotó a B-Fab de Hit Row en una No Disqualification Match.
A principios de 2022, se anunció que Mendoza & Wilde participarían en el Dusty Rhodes Tag Team Classic, y en el NXT 2.0 del 18 de enero, Mendoza & Wilde se enfrentaron a Malik Blade & Edris Enofé en la Primera Ronda del Dusty Rhodes Tag Team Classic, sin embargo perdieron. En el NXT Level Up emitido el 4 de febrero, Mendoza & Wilde derrotaron a Malik Blade & Edris Enofé.
Pronto se desarrolaría una rivalidad entre Escobar y Tony D'Angelo, algo que afectaría a la facción, cambiando a face. En NXT In Your House, fueron derrotados por The D'Angelo Family (Tony D'Angelo, Channing "Stacks" Lorenzo & Troy "Two Dimes" Donovan), por lo que tuvieron que unirse a D'Angelo. A pesar de esto, Escobar se mantuvo aalejado de NXT mientras que el resto se quedó con D'Angelo. En NXT Heatwave, D'Angelo derrotò a Escobar, por lo que éste debería dejar NXT.
El 23 de agosto en NXT, fueron derrotados por The Dyad (Rip Fowler y Jagger Reed). Esa misma noche, fueron abordados por Escobar, quien tuvo su última aparición.

#### SmackDown (2022-presente)
El 7 de octubre, en el episodio premier de temporada de SmackDown, el grupo hizo su debut en la marca atacando a Hit Row (Top Dolla, Ashante Adonis y B-Fab), antes de que estos tuvieran su combate. Asimismo, Zelina Vega retornó como manager del grupo, en reemplazo de Elektra López. En el SmackDown del 9 de diciembre, Cruz del Toro & Wilde) se enfrentaron a The Viking Raiders (Erik e Ivar), sin embargo el combate terminó sin resultado, debido a que ambos equipos fueron atacados por Hit Row (Top Dolla & Ashante "Thee" Adonis), mientras que B-Fab atacó a Valhalla y a Zelina Vega, la siguiente semana en SmackDown, Cruz del Toro & Wilde se enfrentaron a Hit Row (Top Dolla & Ashante "Thee" Adonis) y a The Viking Raiders (Erik e Ivar) en un Triple Threat Tag Team Match por una oportunidad a los Campeonatos Indiscutidos en Parejas de la WWE, sin embargo perdieron.
Ya en 2023, en el SmackDown del 20 de enero, Cruz del Toro & Wilde participaron en el Torneo por una oportunidad a los Campeonatos en Parejas de SmackDown de The Usos, derrotando a Maximum Male Models (mån.sôör & ma.cé) avanzando a la Semifinal del Torneo, sin embargo a la siguiente semana en SmackDown, fueron derrotados por Imperium (Ludwig Kaiser & Giovanni Vinci) en la Semifinal del Torneo. En el SmackDown del 10 de marzo, se enfrentaron a The Judgement Day (Dominik, Finn Balor & Damian Priest).
Escobar y Rey se enfrentarán en la final del torneo United States Championship Invitational en el episodio del 28 de julio de SmackDown, donde Escobar se enfrentará a Austin Theory por el Campeonato de Estados Unidos después de que Rey sufriera una lesión durante el partido de la final del torneo. En el episodio del 11 de agosto de SmackDown , Escobar fue eliminado por Theory antes de que comenzara el combate. Debido a la lesión de Escobar, el oficial de la WWE Adam Pearce permitió que Rey tomara el lugar de Escobar para la lucha por el título y derrotó a Theory para convertirse en el nuevo Campeón de los Estados Unidos.
En Crown Jewel, durante la defensa de Rey Mysterio del Campeonato de Estados Unidos contra Logan Paul, Escobar le arrebató los nudillos de bronce a un miembro del séquito de Logan Paul pero los dejó en el borde del ring mientras ahuyentaba al séquito de Paul; Paul lo usaría con Rey para ganar el combate, el error de Escobar le costó a Rey el título. En el episodio del 10 de noviembre de SmackDown, Escobar fue acusado por Carlito de dejar intencionalmente los nudillos de bronce al costado del ring en Crown Jewel, a lo que Escobar se fue furioso. Después del combate de Carlito con Lashley, Escobar atacó a Rey mientras Rey estaba controlando a Carlito, volviéndose rudo, dejando la LWO y poniendo fin a la asociación de Rey con Legado del Fantasma en el proceso. En el episodio de SmackDown de la semana siguiente , Escobar entró usando el tema Legado del Fantasma. Reprendió a Rey por no quedarse con él y echó a Vega, Wilde y Del Toro del stable, por lo que lo disolvió.
En el episodio de SmackDown del 26 de enero, Escobar derrotó a Carlito mientras que durante el combate, Angel & Humberto atacaban a Cruz del Toro & Joaquin Wilde, aunque Zelina Vega intento interferir pero fue atacada por Elektra Lopez (quien debutaba en SmackDown) reuniéndose al grupo. En SmackDown! WrestleMania Edition, Angel & Berto participaron en el André the Giant Memorial Battle Royal, sin embargo fueron eliminados por Del Toro & Wilde respectivamente, pero seguidamente los atacaron.

## Miembros

### Miembros actuales
| Nombre            | Tiempo                                                 | Notas |
| ----------------- | ------------------------------------------------------ | --- |
| Santos Escobar    | 10 de junio de 2020 - 17 de noviembre de 2023-presente | Líder del grupo. |
| Angel Garza       | 22 de diciembre de 2023 - presente                     | El 22 de diciembre de 2023 en SmackDown, Escobar ganó su lucha frente a Bobby Lashley gracias a la interferencia de dos luchadores enmascarados, quienes resultaron ser Angel y Humberto. |
| Humberto Carrillo | 22 de diciembre de 2023 - presente                     | El 22 de diciembre de 2023 en SmackDown, Escobar ganó su lucha frente a Bobby Lashley gracias a la interferencia de dos luchadores enmascarados, quienes resultaron ser Angel y Humberto. |

### Miembros antiguos
| Nombre        | Tiempo                                                             | Notas |
| ------------- | ------------------------------------------------------------------ | --- |
| Joaquin Wilde | 10 de junio de 2020 - 17 de noviembre de 2023                      | Fueron expulsados del grupo después de que Escobar traicionara a LWO, atacando a Rey Mysterio y posteriormente a ellos. |
| Cruz del Toro | 10 de junio de 2020 - 17 de noviembre de 2023                      | Fueron expulsados del grupo después de que Escobar traicionara a LWO, atacando a Rey Mysterio y posteriormente a ellos. |
| Zelina Vega   | 7 de octubre de 2020 - 17 de noviembre de 2023                     | Abandonó el grupo después de que Escobar traicionara a LWO.                                                             |
| Elektra Lopez | 24 de agosto de 2021-24 de agosto de 2022 26 de enero de 2024-2025 | Dejó la agrupación tras ser despedida por WWE a principios de 2025.                                                     |

## Campeonatos y logros
- Lucha Libre AAA Worldwide
  - Campeonato Mundial en Parejas de AAA (1 vez) - Angel & Berto

- WWE
  - NXT Cruiserweight Championship (1 vez) - Escobar